# Tirreno-Adriatico 1992
La Tirreno-Adriatico 1992, ventisettesima edizione della corsa, si svolse dall'11 al 18 marzo 1992 su un percorso di 1166,8 km, suddiviso su 8 tappe. La vittoria fu appannaggio del danese Rolf Sørensen, che completò il percorso in 31h05'54", precedendo il messicano Raúl Alcalá e l'elvetico Fabian Jeker.

## Tappe
| Tappa  | Data     | Percorso                                                                | km     | Vincitore di tappa | Leader cl. generale |
| ------ | -------- | ----------------------------------------------------------------------- | ------ | ------------------ | ------------------- |
| 1ª     | 11 marzo | Ostia Lido > Ostia Lido (cron. individuale)                             | 8      | Erik Breukink      | Erik Breukink       |
| 2ª     | 12 marzo | Fiuggi > Viterbo                                                        | 192    | Stefano Colagè     | Erik Breukink       |
| 3ª     | 13 marzo | Lago di Vico > Frosinone                                                | 191    | Rolf Sørensen      | Andrea Chiurato     |
| 4ª     | 14 marzo | Cassino > Sora                                                          | 191    | Davide Cassani     | Andrea Chiurato     |
| 5ª     | 15 marzo | Cerro al Volturno > Paglieta                                            | 168    | Moreno Argentin    | Andrea Chiurato     |
| 6ª     | 16 marzo | Paglieta > Monte Conero                                                 | 214    | Moreno Argentin    | Rolf Sørensen       |
| 7ª     | 17 marzo | Torre San Patrizio > Montegranaro                                       | 184,5  | Moreno Argentin    | Davide Cassani      |
| 8ª     | 18 marzo | San Benedetto del Tronto > San Benedetto del Tronto (cron. individuale) | 18,3   | Erik Breukink      | Rolf Sørensen       |
| Totale | Totale   | Totale                                                                  | 1166,8 |                    |                     |

## Dettagli delle tappe

### 1ª tappa
- 11 marzo: Ostia Lido > Ostia Lido (cron. individuale) – 8 km

Risultati
| Pos. | Corridore          | Squadra          | Tempo |
| ---- | ------------------ | ---------------- | ----- |
| 1    | Erik Breukink      | PDM-Concorde     | 9'17" |
| 2    | Andrea Chiurato    | Gatorade-Bianchi | s.t.  |
| 3    | Gianluca Bortolami | Lampre-Colnago   | a 6"  |

| Pos. | Corridore     | Squadra      | Tempo |
| ---- | ------------- | ------------ | ----- |
| 1    | Erik Breukink | PDM-Concorde | 9'17" |

### 2ª tappa
- 12 marzo: Fiuggi > Viterbo – 192 km

Risultati
| Pos. | Corridore        | Squadra                | Tempo    |
| ---- | ---------------- | ---------------------- | -------- |
| 1    | Stefano Colagè   | ZG Mobili-Selle Italia | 5h12'48" |
| 2    | Vjačeslav Ekimov | Panasonic-Sportlife    | a 2"     |
| 3    | Mario De Clercq  | Buckler-Colnago-Decca  | a 4"     |

| Pos. | Corridore     | Squadra      | Tempo |
| ---- | ------------- | ------------ | ----- |
| 1    | Erik Breukink | PDM-Concorde |       |

### 3ª tappa
- 13 marzo: Lago di Vico > Frosinone – 191 km

Risultati
| Pos. | Corridore       | Squadra        | Tempo    |
| ---- | --------------- | -------------- | -------- |
| 1    | Rolf Sørensen   | Ariostea       | 5h08'43" |
| 2    | Zbigniew Spruch | Lampre-Colnago | a 7"     |
| 3    | Moreno Argentin | Ariostea       | s.t.     |

| Pos. | Corridore       | Squadra          | Tempo |
| ---- | --------------- | ---------------- | ----- |
| 1    | Andrea Chiurato | Gatorade-Bianchi |       |

### 4ª tappa
- 14 marzo: Cassino > Sora – 191 km

Risultati
| Pos. | Corridore        | Squadra                | Tempo    |
| ---- | ---------------- | ---------------------- | -------- |
| 1    | Davide Cassani   | Ariostea               | 5h07'05" |
| 2    | Stefano Colagè   | ZG Mobili-Selle Italia | s.t.     |
| 3    | Vjačeslav Ekimov | Panasonic-Sportlife    | s.t.     |

| Pos. | Corridore       | Squadra          | Tempo |
| ---- | --------------- | ---------------- | ----- |
| 1    | Andrea Chiurato | Gatorade-Bianchi |       |

### 5ª tappa
- 15 marzo: Cerro al Volturno > Paglieta – 168 km

Risultati
| Pos. | Corridore        | Squadra                | Tempo    |
| ---- | ---------------- | ---------------------- | -------- |
| 1    | Moreno Argentin  | Ariostea               | 4h27'13" |
| 2    | Stefano Colagè   | ZG Mobili-Selle Italia | a 1"     |
| 3    | Vjačeslav Ekimov | Panasonic-Sportlife    | a 4"     |

| Pos. | Corridore       | Squadra          | Tempo |
| ---- | --------------- | ---------------- | ----- |
| 1    | Andrea Chiurato | Gatorade-Bianchi |       |

### 6ª tappa
- 16 marzo: Paglieta > Monte Conero – 214 km

Risultati
| Pos. | Corridore        | Squadra                | Tempo    |
| ---- | ---------------- | ---------------------- | -------- |
| 1    | Moreno Argentin  | Ariostea               | 5h57'59" |
| 2    | Leonardo Sierra  | ZG Mobili-Selle Italia | a 14"    |
| 3    | Vjačeslav Ekimov | Panasonic-Sportlife    | a 15"    |

| Pos. | Corridore      | Squadra      | Tempo     |
| ---- | -------------- | ------------ | --------- |
| 1    | Rolf Sørensen  | Ariostea     | 26h03'50" |
| 2    | Davide Cassani | Ariostea     | a 5"      |
| 3    | Raúl Alcalá    | PDM-Concorde | a 10"     |

### 7ª tappa
- 17 marzo: Torre San Patrizio > Montegranaro – 184,5 km

Risultati
| Pos. | Corridore       | Squadra                | Tempo    |
| ---- | --------------- | ---------------------- | -------- |
| 1    | Moreno Argentin | Ariostea               | 4h38'56" |
| 2    | Davide Cassani  | Ariostea               | s.t.     |
| 3    | Stefano Colagè  | ZG Mobili-Selle Italia | a 3"     |

| Pos. | Corridore      | Squadra  | Tempo |
| ---- | -------------- | -------- | ----- |
| 1    | Davide Cassani | Ariostea |       |

### 8ª tappa
- 18 marzo: San Benedetto del Tronto > San Benedetto del Tronto (cron. individuale) – 18,3 km

Risultati
| Pos. | Corridore     | Squadra      | Tempo  |
| ---- | ------------- | ------------ | ------ |
| 1    | Erik Breukink | PDM-Concorde | 22'44" |
| 2    | Rolf Sørensen | Ariostea     | a 20"  |
| 3    | Raúl Alcalá   | PDM-Concorde | a 23"  |

| Pos. | Corridore     | Squadra      | Tempo     |
| ---- | ------------- | ------------ | --------- |
| 1    | Rolf Sørensen | Ariostea     | 31h05'54" |
| 2    | Raúl Alcalá   | PDM-Concorde | a 13"     |
| 3    | Fabian Jeker  | Helvetia     | a 34"     |

## Classifiche finali

### Classifica generale - Maglia azzurra
| Pos. | Corridore         | Squadra                | Tempo     |
| ---- | ----------------- | ---------------------- | --------- |
| 1    | Rolf Sørensen     | Ariostea               | 31h05'54" |
| 2    | Raúl Alcalá       | PDM-Concorde           | a 13"     |
| 3    | Fabian Jeker      | Helvetia               | a 34"     |
| 4    | Andrea Chiurato   | Gatorade-Bianchi       | a 1'06"   |
| 5    | Davide Cassani    | Ariostea               | a 1'08"   |
| 6    | Beat Zberg        | Helvetia               | a 1'15"   |
| 7    | Laurent Brochard  | Castorama-Sodime       | a 1'16"   |
| 8    | Stephen Roche     | Carrera Jeans          | a 1'22"   |
| 9    | Gianluca Pierobon | ZG Mobili-Selle Italia | a 1'28"   |
| 10   | Leonardo Sierra   | ZG Mobili-Selle Italia | a 1'39"   |